# Urundeúva
A urundeúva (Myracrodruon urundeuva, classificada anteriormente como Astronium juglandifolium e Astronium urundeuva) é também conhecida como aroeira, aroeira-preta, aroeira-do-sertão, uriunduba, aroeira-do-campo e aroeira-da-serra. A  partir do ano de 2019 a espécie saiu da lista vermelha de espécies ameaçadas da União Internacional para a Conservação da Natureza e dos Recursos Naturais a qual é citada como Astronium urundeuva. No estado de São Paulo, no Brasil, ocorre em ecótonos com vegetação de cerrado na floresta estacional semidecidual do noroeste e na decidual de transição, estando na lista oficial das espécies ameaçadas naquele estado, na categoria VU (vulnerável). Suas flores são insignificantes, se reunindo em grandes inflorescências. Seu fruto é uma pequena noz, encimada por um cálice que se parece com um paraquedas.
É nativa da caatinga e do cerrado, desde o estado do Ceará até o estado do Paraná, no Brasil. Encontrada também na Argentina, Paraguai e Bolívia. Embora os dados sejam insuficientes, a urundeúva é superexplorada devido a sua madeira resistente e agrupamentos dessa árvore, que antigamente era dominante na caatinga, estão desaparecendo. A madeira da urundeúva contém tanino, é pardo-avermelhada, dura e imputrescível, própria para ser usada em obras externas, como dormentes de linhas férreas, postes e na construção civil. Além disso, possui propriedades anti-inflamatória e cicatrizante. Essa planta é usada tradicionalmente na região da Caatinga para o tratamento de mulheres no período pós-parto.

## Características gerais
- Forma de vida: árvore
- Altura: 6 a 14 metros no Cerrado e na Caatinga; 20 a 25 metros em floresta latifoliada semidecídua. Tronco de 50 a 80 centímetros de diâmetro.[6]
- Solo: terrenos secos e rochosos (caatinga).[6] Alta exigência por fertilidade no cultivo.[7]
- Ciclo de vida: perene, acima de 20 anos. Velocidade de crescimento moderada, atingindo 10,5 metros de altura aos 9 anos.[8]
- Exigência de luz: heliófita.
- Deciduidade: decídua.
- Necessidade de umidade: seletiva xerófita.
- Período de floração: Cerrado - jan-jul ; Mata Atlântica - jun -jul (jan-jul) ; Pantanal -  ago a set; Caatinga - jun - set.
- Período de frutificação: Cerrado - set-out ; Mata Atlântica - jul - set (set-out) ; Pantanal -  set a out; Caatinga - ago - out.[9]
- Grupo sucessional ou grupo ecológico: pioneira[9][10].
- Estrato: alto.[7]

## Características morfológicas
- Ritodoma: Possui cor marrom acastanhado, é deiscente (há desprendimento de placas) e seu padrão é lenticelado.[11]

- Ramos e filotaxia: possui a cor verde, sendo indeiscente (nesse caso seus ramos não apresentam desprendimento de placas), com formato canaliculado lenticelas evidentes e filotaxia alterna espiralada.
- Folha e partes da folha: tendo suas folhas compostas e imparipinadas, a Aroeira (urundeúva) possui as seguintes partes das folhas: Pecíolo, raque, peciólulo e folíolo. [12]
- Arquitetura da folha: o seu limbo possui formato ovado, tendo o ápice agudo, base arredondada, margem (bordo) cerrado e a secção transversal do pecíolo é canaliculado. [12]
- Nervação: o seu perfil de nervura primária central é impresso côncavo e o seu padrão de nervação é pinado, sendo tipo semi-craspedódroma e suas nervações secundárias quanto as categorias de espaçamento são irregulares, suas nervuras terciárias são reticuladas.[13]
- Informações adicionais: cheiro de manga ao amassar a folha, látex ao destacar a folha.

## Ocorrência
- Origem: nativa do Brasil, Argentina, Paraguai e Bolívia.
- Distribuição geográfica:[14] Norte (Acre, Rondônia, Tocantins), Nordeste (Alagoas, Bahia, Ceará, Maranhão, Paraíba, Pernambuco, Piauí, Rio Grande do Norte, Sergipe), Centro-Oeste (Goiás, Mato Grosso do Sul, Mato Grosso), Sudeste (Espírito Santo, Minas Gerais, Rio de Janeiro, São Paulo), Sul (Paraná, Rio Grande do Sul, Santa Catarina).
- Domínios fitogeográficos: Caatinga, Cerrado, Mata Atlântica, Pampa, Pantanal.[14]
- Tipos de vegetação: Área Antrópica, Caatinga (stricto sensu), Campo Limpo, Campo Rupestre, Carrasco, Cerrado (lato sensu), Floresta Estacional Decidual, Floresta Estacional Semidecidual.[14]

## Cultivo

### Plantio
- Tipos de plantio: semeadura direta ou por mudas.[8]
- Espaçamento: 2x2m ou 4x4m.[8]
- Obtenção e beneficiamento de sementes: colher os frutos diretamente da árvore quando iniciarem a queda espontânea. Não é possível separar as sementes dos frutos, sendo necessário semeá-los inteiros. Viabilidade em armazenamento inferior a 5 meses.[6]
- Produção de mudas: as sementes devem ser colocadas para germinar em substrato arenoso enriquecido com matéria orgânica. Não é necessário tratamento. A emergência de plântulas ocorre em 8 a 18 dias. Taxa de germinação superior a 80%. Mudas com rápido desenvolvimento inicial.[6]

### Manejo
- Requer poda de ramos laterais para formação de fuste (pode ser minimizado com plantio misto de alta densidade).[8]
- Idade para poda apical em sistemas agroflorestais: 10 anos.[15]
- Não é boa produtora de biomassa.[7]

### Colheita
- Tempo para colheita da madeira: 8 a 10 anos (para mourões de cerca); 15 a 20 anos (para postes e dormentes de trilhos).[8]

## Usos e funções
- A madeira é extremamente densa e durável, podendo resistir mais de cem anos ao ar livre sem tratamento. Utilizada em construções externas, internas, móveis, cercas. Também possui boa qualidade para carvão e lenha. O valor da madeira em pé é de R$136,60 a R$570,00 o m³ (valores estimados em 2014/2015).[8]
- A árvore é indicada para arborização em geral, apresentando, porém, o inconveniente de poder provocar reações alérgicas a pessoas sensíveis.[6]
- Atração de fauna e polinizadores.[7]
- Potencial medicinal.[7]
- Outros usos: forrageiro, resina, tanífero, cultural/ritualistico[9].